# Arabisches Kindheitsevangelium
Das arabische Kindheitsevangelium ist ein apokryphes Evangelium des Neuen Testaments. Es wurde vermutlich auf Syrisch im 6. Jh. verfasst. Das Werk liegt in verschiedenen Manuskripten in arabischer und syrischer Sprache vor, die sehr spät datiert sind. Der Großteil der Manuskripte stammt aus dem 16. bzw. 17. Jahrhundert. Das älteste Manuskript des arabischen Kindheitsevangeliums stammt aus dem Jahr 1299 und wurde in arabischer Sprache in Mardin erstellt. Als Entstehungsort der Manuskripte wird gemeinhin das heutige türkische Kurdistan und der Nordirak angenommen. Gerhard Schneider wie auch Massimo Bernabo geben zusätzlich an, dass die Handschriften gekennzeichnet sind durch Einflüsse des Korans.
Das arabische Kindheitsevangelium lässt sich in drei Teile gliedern: Die Geburt Jesu, Wunder in Ägypten und Wunder des Jesusknaben. Der erste Teil über die Geburt Jesu erinnert stark an das Protoevangelium des Jakobus, das hierfür auch die Grundlage gebildet haben dürfte. Vieles von den Kindheitserzählungen stammt jedoch wohl ursprünglich aus dem Kindheitsevangelium nach Thomas und wurde durch die Übersetzung ins Arabische offenbar sogar Mohammed bekannt. Einiges davon – genauer gesagt die wunderbare jungfräuliche Empfängnis und die Geburt – findet sich im Koran wieder. Da jedoch die älteste Bibel in arabischer Sprache, der Mt. Sinai Codex 151, aus dem Ende des 9. Jahrhunderts stammt, notiert die moderne Wissenschaft, dass es keine sicheren Beweise für eine arabische Bibel in schriftlicher Form vor der Entstehung des Islams gegeben hat.
Das zentrale Thema des arabischen Kindheitsevangeliums ist der Aufenthalt in Ägypten, der zwar in Mt 2,13 ff genannt, dann aber nicht mehr weiter erwähnt wird.
Die zentralen Figuren sind das wunderbewirkende Jesuskind und seine Mutter Maria, die vor allem im mittleren Teil, während des Aufenthaltes in Ägypten, als Vermittlerin auftritt.
In jüngerer Forschung wurde von Tony Burke die Möglichkeit angesprochen, dass es eventuell nie ein arabisches bzw. syrisches Kindheitsevangelium im 6. Jahrhundert gegeben haben könnte.

## Weblink
- Text des arabischen Kindheitsevangeliums (englisch)